# Rolf Åge Berg
Rolf Åge Berg, född 14 april 1957 i Vassbygda i Stjørdals kommun i Nord-Trøndelag fylke, är en norsk tidigare backhoppare och nuvarande backhoppstränare. Han representerade Idrettslaget Stjørdals/Blink och Trønderhopp.

## Karriär
Rolf Åge Berg debuterade internationellt i öppningstävlingen i tysk-österrikiska backhopparveckan i Schattenbergschanze i Oberstdorf i dåvarande Västtyskland 30 december 1983. Backhopparveckan ingick som en del av världscupen. I första tävlingen blev Berg nummer 23. Han blev blant de tio bästa i avslutningstävlingen i backhopparveckan i Paul-Ausserleitner-Schanze i Bischofshofen i Österrike 6 januari 1984 då han blev nummer 8.
Berg deltog i olympiska spelen 1984 i Sarajevo i dåvarande Jugoslavien. Berg blev nummer 5 i en tävling som vanns av Jens Weissflog från Östtyskland före finländarna Matti Nykänen och Jari Puikkonen. Berg var 4,3 poäng från prispallen. I stora backen blev Berg nummer 52 av 53 startande.
Rolf Åge Berg fortsatte att tävla i världscupen. Han var ofta bland de tio bästa. Han var på prispallen första gången under avslutningstävlingen i backhopparveckan i Bischofshofen 6 januari 1986 då han blev nummer tre efter österrikarna Ernst Vettori och Franz Neuländtner. Berg vann en världscupseger i karriären. Den kom i St. Moritz i Schweiz 19 februari 1986. Han vann före Andreas Felder från Österrike och Miran Tepeš från Jugoslavien. Två dagar senare blev Berg nummer två i världscupdeltävlingen i Gstaad i Schweiz, 2,3 poäng efter segrande Ernst Vettori. Bergs bästa säsong i världscupen var säsongen 1985/1986. Då blev han nummer 8 sammanlagt. Matti Nykänen vann världscupen totalt före österrikarna Ernst Vettori, Andreas Felder och Franz Neuländtner. I backhopparveckan säsongen 1985/1986 blev Berg nummer 5 sammanlagt, efter Ernst Vettori och Franz Neuländtner som vann dubbelt för Österrike och Jari Puikkonen från Finland. Landsmannen Vegard Opaas blev nummer fyra.
Berg deltog i sin sista världscuptävling i Lahtis i Finland 2 mars 1986. 
Under skidflygnings-VM 1986 i Kulm i Bad Mitterndorf i Österrike föll Berg och fick svåra skador. Han blev nummer 43 i tävlingen av 45 startande och var tvungen att avsluta sin backhoppningskarriär på grund av skadorna.
Rolf Åge Berg blev norsk mästare i stora backen 1984. han har också tre silvermedaljer från norska mästerskap.

## Senare karriär
Efter avslutad aktiv idrottskarriär har Rolf Åge Berg varit verksam som tränare. Han tränade norska landslaget på mitten av 1990-talet. Han har tränat backhoppare som Espen Bredesen och Vegard Sklett. Han är för närvarande tränare i Trønderhopp och tränar där elithopparna.